# Threticus saetheri
Threticus saetheri är en tvåvingeart som beskrevs av Wagner och Andersen 2007. Threticus saetheri ingår i släktet Threticus och familjen fjärilsmyggor.
Artens utbredningsområde är Tanzania. Inga underarter finns listade i Catalogue of Life.